# PINO (ロボット)
PINO（ピノ、Open PINO Platform)は、GNU Free Documentation LicenseとGNU General Public Licenseに準拠して公開されたヒューマノイド・プラットフォーム、およびゼットエムピーで製造された二足歩行ロボット。
Linuxのように、多くの人の貢献でロボット工学のプラットフォームに育っていくことを目指している。
コストの観点から、モータには市販のラジコン模型用サーボモータを使用した結果、トルクの観点から従来の二足歩行の制御則を適用することは出来ず、制御則にロボットの構造パラメータを組み込み、必要とされるトルクを減らすことで、少ないトルクでも様々な行動を生成することを可能としている。
外部にホストコンピュータ (ホストPC) を持ち、当初はPINOから得られるセンサ情報を直接PC上のA/Dボードに取り込んでホストPCがリアルタイムに各関節の角速度を計算した結果を RS-232C を介して動作に必要な時系列データをすべてPC上から逐次SH2ボードに転送していたため、ホストPCにリアルタイムOS(RT-Linux)を必要としていたが、SH2上に動作に必要なすべての時系列データを保存し、ホストコンピュータからは抽象度の高いコマンドのみを送るよう改めてリアルタイム性は要求されなくなった。
ロボットが一般家庭で人間と共存する将来にふさわしいサイズや素材、ふるまいといった、メカニックありきで起こしたデザインではなくロボットの存在そのもののデザインを基礎研究段階から研究し、
親近感を持てるよう、PINO の大きさは人間の 1歳児の平均的な寸法から全長とプロポーションを採り、外装はポリウレタン製で曲面の多い形状を光造形システムを用いて、転倒時にも壊れない軽く強度の高いものを製作した。外装を含めて全長約70cm、重量約4.5kg。
ロボットデザイナーの松井龍哉により、ピノキオをモチーフにしてデザインされ、「ロボットデザイン」という新領域を創造した。玩具の PINOは、PINOの意匠のみをツクダオリジナルへライセンス供与したもので、その機構や機能はまったく独自のもの。
ピノッキオの冒険におけるpinocchioとは松の種子を意味し、イタリア語でpinoとは松の木を、ピノと読めばスペイン語で松を意味する。
外装デザイン、意匠、商標は、占有的権利が設定されており、GPLは適用されない。
PINOの販売を行う会社ゼットエムピーが2001年1月30日に設立され事業活動を行っている。2003年頃、マーケットニーズをもとに関節を駆動する専用モーターやギア、センサー、CPU ボードなど、すべてを一からオリジナルで開発して全体最適をめざし、外装デザインはそのまま内部を一新したPINO バージョン2を完成させ、2006年8月8日には「PINO ver.3」の開発を発表した。
大学や研究機関向けに販売された他、イベントのマスコットとしてレンタルされ、マスメディア的な注目としては宇多田ヒカルのシングル『Can You Keep A Secret?』のプロモーションビデオやペプシコーラのコマーシャルにも出演した。